# Doubt (L⇔Rのアルバム)
『Doubt』（だうと）は、1997年4月16日にポニーキャニオンより発売されたL⇔R7枚目のオリジナル・アルバム。

## 概要
- 前作『Let me Roll it!』から1年5か月ぶりのリリースで、それまでのアルバムのタイトルはLとRで始まっていたが、このルールは本作で途切れた。
- オリコン週間ランキングで9位となり、前作に続きトップ10入りを果たした。
- ジャケットのイラストは、健一がファックス用紙の裏に描いたもので、先行シングルである『アイネ・クライネ・ナハト・ミュージック』と『STAND』も同様のタッチの絵が描かれている。
- 本作収録曲に関しては、作者クレジットが「黒澤健一」になっている（※過去、シングル等で「黒沢健一」名義のものも、すべて変えられている）。
- 元々早い段階でのリリースが予定されていたが、ブレイク以降の慣れないTV出演やメディア露出による多忙から健一が精神的に追い詰められてしまい、レコーディング中にスタジオからいなくなってしまうなど製作は難航する[1]。そのためリリースの前後においてもメディア露出は極力抑えられ、インタビューなどのプロモーション活動は秀樹と木下が中心となって行われた。本アルバムリリース後に行われたツアー終了後に活動を休止することを発表。その後20年近くの間に再始動の話はあったものの実現することはなく、2016年に健一が脳腫瘍により逝去してしまったため実質本作がL⇔Rとしては最後のアルバムとなってしまっている。[2][3]
- 2017年2月8日にUHQCDで再発売された。

## 収録曲
全編曲:L⇔R&YUTAKA TOHYAMA
1. STRANDED (3:41)
  - 作詞・作曲:木下裕晴
  - 13ｔｈシングル『STAND』のC/W曲だが、冒頭に健一がギターで弾き語りを行っている音声と、末尾の部分にカセットテープを入れかえているような音声が追加されている。
2. NICE TO MEET YOU (3:22)
  - 作詞・作曲:黒澤健一
  - 11ｔｈシングル。ジャケットに記述はないがシングルとは別バージョンである。[4]
3. アイネ・クライネ・ナハト・ミュージック (2:46)
  - 作詞・作曲:黒澤健一
  - 12ｔｈシングル。
4. First step (4:09)
  - 作詞:黒沢秀樹　作曲:黒澤健一
5. COUCH (3:33)
  - 作詞・作曲:黒澤健一
6. 雲 (3:45)
  - 作詞・作曲:木下裕晴
7. FLYING (4:10)
  - 作詞・作曲:黒沢秀樹
  - 黒沢秀樹がヴォーカルを担当。
8. 僕は君から離れてくだけ (4:34)
  - 作詞・作曲:木下裕晴
9. ブルーを撃ち抜いて (3:46)
  - 作詞・作曲:黒澤健一
10. 直線サイクリング (3:28)
  - 作詞:黒澤健一・黒沢秀樹　作曲:黒澤健一
11. そんな気分じゃない (5:41)
  - 作詞・作曲:黒沢秀樹
  - 黒沢秀樹がヴォーカルを担当。
  - 「アイネ・クライネ・ナハト・ミュージック」に別バージョンを収録。本作に収録されているものは歌詞が追加され歌唱のパートが多くなっている。
12. STAND (3:15)
  - 作詞:黒澤健一・黒沢秀樹　作曲:黒澤健一
  - 13thシングル。